# Opius parvicrenis
Opius parvicrenis är en stekelart som beskrevs av Fischer 1965. Opius parvicrenis ingår i släktet Opius och familjen bracksteklar. Inga underarter finns listade i Catalogue of Life.